# Xunan
Xunan (aserbaidschanisch Xunan, georgisch ხუნანი, Chunani, armenisch Հնարակերտ, Հունարակերտ, Hnarakert) ist eine historische Burg und Stadt auf dem Gebiet des modernen Aserbaidschan. 
Nach Angaben von Wachuschti Bagrationi und Sechnia Tschcheidsede, georgischen Historikern des 18. Jahrhunderts, lokalisieren es einige Forscher am Zusammenfluss der Flüsse Kura und Chrami. Nach einer anderen und heute allgemein angenommenen Ansicht ist das historische Chunani eine Festung, die im aserbaidschanischen Rayon Tovuz, 22 km nordöstlich der Stadt Tovuz auf einem Hügel liegt, der von der lokalen Bevölkerung heute als Torpaqqala bezeichnet wird. Diese Bezeichnung bedeutet im Aserbaidschanischen etwa „Festung aus Ton“ und entspricht sowohl einem weiteren georgischen historischen Namen der Burg Mtueris Ziche (georgisch მტუერის ციხე) als auch ihrem arabischen Namen At-Turab.
Nach georgischer Überlieferung wurde die Chunani-Festung vom georgischen Ethnarchen Kartlos erbaut. Im 4. oder 3. Jahrhundert vor Christus wurde Chunani zum Zentrum des gleichnamigen Saeristawos (Herzogtums), das vom ersten König von Iberien, Parnawas I., gegründet wurde. Während der Regierungszeit des georgischen Königs Wachtang Gorgassali im 5. Jahrhundert nach Christus war Chunani immer noch das Zentrum des Saeristawo. Die Stadt wurde durch die Invasionen von Marwān ibn Muhammad 735 bis 737 zerstört. Im 18. Jahrhundert gab es nur noch eine Burg und eine kleine Siedlung in dieser Gegend.
Die Erforschung der mutmaßlichen Ruinen der Stadt auf dem Hügel Torpaqqala begann erst 1972 mit einer archäologischen Expedition der Aserbaidschanischen Akademie der Wissenschaften. Die Ruinen liegen auf einem ovalen, etwa 150 m hohen Berg, der von allen Seiten durch natürliche Grenzen geschützt ist. Erhalten sind die Ruinen der Steinmauern und Türme, Backsteingebäude, Tonwasserleitungen, Wasserreservoirs aus Stein. Die Ruinen nehmen eine Fläche von 5,5 Hektar ein. Ausgrabungen ergaben zahlreiche einfache und glasierte Töpferwaren aus dem 4. bis 13. Jahrhundert. Auch mittelalterliche Metallgegenstände verschiedener Arten und Zwecke, Steinmühlen, Glasarmbänder, Ringe, Perlen, Münzen usw. wurden gefunden.